# ウォーレン郡 (ペンシルベニア州)
ウォーレン郡（英: Warren County）は、アメリカ合衆国ペンシルベニア州の北西部に位置する郡である。2010年国勢調査での人口は41,815人であり、2000年の43,863人から4.7%減少した。郡庁所在地はウォーレン市（人口9,710人）であり、同郡で人口最大の都市でもある。
ウォーレン郡はその全体でウォーレン小都市圏を構成している。1800年にアレゲニー郡とライカミング郡の一部を合わせて設立された。当初はクロウフォード郡に、1805年からはベナンゴ郡に付設され、1819年になって正式な郡組織ができた。

## 地理
アメリカ合衆国国勢調査局に拠れば、郡域全面積は898平方マイル (2,325 km2)であり、このうち陸地883平方マイル (2,288 km2)、水域は14平方マイル (37 km2)で水域率は1.60%である。特徴的な地形として、アレゲニー川、アレゲニー貯水池、キンズア・ダム、アレゲニー国立の森がある。

### 隣接する郡
- シャトークア郡 (ニューヨーク州) - 北
- カタラウガス郡 (ニューヨーク州) - 北東
- マッキーン郡 - 東
- エルク郡 - 南東
- フォレスト郡 - 南
- ベナンゴ郡 - 南西
- クロウフォード郡 - 西
- エリー郡 - 西

### 国立保護地域
- アレゲニー国立の森（部分）
- アレゲニー国立レクリエーション地域（部分）

## 人口動態
以下は2000年国勢調査による人口統計データである。
| 基礎データ - 人口: 43,863人 - 世帯数: 17,696 世帯 - 家族数: 12,121 家族 - 人口密度: 19人/km2（50人/mi2） - 住居数: 23,058軒 - 住居密度: 10軒/km2（26軒/mi2） 人種別人口構成 - 白人: 98.68% - アフリカン・アメリカン: 0.21% - ネイティブ・アメリカン: 0.19% - アジア人: 0.27% - 太平洋諸島系: 0.02% - その他の人種: 0.12% - 混血: 0.52% - ヒスパニック・ラテン系: 0.34% 先祖による構成 - ドイツ系：22.2% - スウェーデン系：12.4% - アメリカ人：11.2% - アイルランド系：10.5% - イギリス系：8.8% - イタリア系：8.2% - ポーランド系：5.1% | 年齢別人口構成 - 18歳未満: 24.1% - 18-24歳: 6.4% - 25-44歳: 27.0% - 45-64歳: 25.9% - 65歳以上: 16.7% - 年齢の中央値: 40歳 - 性比（女性100人あたり男性の人口） - 総人口: 96.2 - 18歳以上: 92.8 世帯と家族（対世帯数） - 18歳未満の子供がいる: 29.8% - 結婚・同居している夫婦: 56.1% - 未婚・離婚・死別女性が世帯主: 8.4% - 非家族世帯: 31.5% - 単身世帯: 27.2% - 65歳以上の老人1人暮らし: 12.2% - 平均構成人数 - 世帯: 2.42人 - 家族: 2.93人 |

## 都市と町

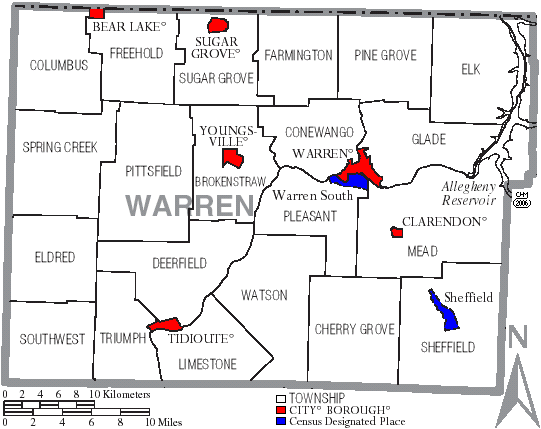
ウォーレン郡の自治体、ボロは赤、タウンシップは白、国勢調査指定地域は青

ペンシルベニア州法の下では4種類の自治体がある。市、ボロ、タウンシップ、町である。

### 都市
- ウォーレン - 郡庁所在地

### ボロ
| - ベアレイク - クラレンドン - シュガーグローブ | - タイディウート - ヤングスビル |

### タウンシップ
| - ブロークンストロー - チェリーグローブ - コロンバス - コーンワンゴ - ディアフィールド - エルドレッド - エルク | - ファーミントン - フリーホールド - グレイド - ライムストーン - ミード - パイングローブ - ピッツフィールド | - プレザント - シェフィールド - サウスウェスト - スプリングクリーク - シュガーグローブ - トライアンフ - ワトソン |

### 国勢調査指定地域
国勢調査指定地域はアメリカ合衆国国勢調査局が人口統計データを取るために設定した地域である。州法の下では実際の司法権が及ぶ範囲ではない。
| - コロンバス - ノースウォーレン - ラッセル | - シェフィールド - スターブリック |

### 未編入の町

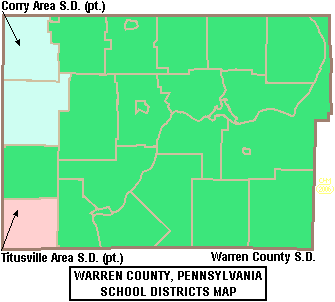
ウォーレン郡教育学区の区分図

- エイクリー
- ランダー
- トーピード

## 教育

### 公共教育学区
- コリー地域教育学区
- タイタスビル地域教育学区
- ウォーレン郡教育学区（高校4校）

### 公園とレクリエーション
郡内には州立公園が1つある。チャップマン州立公園がアレゲニー国立の森と州立狩猟区域第29に隣接し、クラレンドンに近く、アメリカ国道6号線傍にある。またハーツ・コンテント国立景観地域と呼ばれる原生林もある。